# M13噬菌体
M13噬菌体（M13 bacteriophage）为环状单链DNA丝状噬菌体。其核酸由6407个核苷酸组成，衣壳由2700个衣壳粒组成。M13噬菌体感染通常不是致命的，也为非溶菌病毒，但受感染的细菌其生长率会下降。
加利福尼亚大学伯克利分校的生物工程师李承旭和同事发现M13噬菌体具有压电性，可将机械能转化为电能以用于发电。他们将1平方厘米的病毒膜贴到一对金电极上，再在其中一个电极上施加压力，即产生了电力并点亮了一个液晶屏。但其电量较小，仅400毫伏。